# グラシュロス
『グラシュロス』は、金城宗幸（原作）・藤村緋二（ART）による日本の漫画。『週刊ヤングマガジン』（講談社）にて、2017年31号から2018年38号まで連載。

## 登場人物

### 主要人物
アクウ
ダダアとルルの子。赤い月の夜に生まれたため赤い月に因みアクウと名付けられた。第二章ではドトウに乗り父を殺したグラシュを探し彷徨っている。
ドトウ
アクウの連れるヴォルガ。

イーピン
モーグの子。アクウとはぐれた後はギクシャクに辿り着きジョナオンのシルダンとなる。父同様絵が上手で、ボインジョの死亡後にアクウと行動を共にした際、壁画を描いた。その壁画は遥か後代（2018年 東京）の古代壁画展で復元されたが、イーピンの込めた思いとは違った解釈をされていた。
シュリ
グラシュの襲撃後、イーピンとはぐれたアクウと出会った少女。後にベジリスクに入る。
シュラヴァ
シュリの弟。後にイテコマに入る。

### 第一章

#### 最初の集落
グラシュの襲撃でアクウとイーピン以外は全滅した。
ダダア
アクウの父。ミカオンに育てられたらしく人語を解さなかった。集落で嫌われていたがルルとの出会いが契機となる。ヴォルガとの死闘の後は武器職人として家族を養う。グラシュの襲撃の際はアクウを逃がした後、グラシュと交戦、激闘を繰り広げるが牙に貫かれ死亡した。タイトルでもあるグラシュ（絶望の山）ロス（殺す）を最初に発言した人物。
ルル
ダダアの妻。出産後体を壊している。
モーグ
絵が得意。
オバジジ
生まれてくるダダアの子を災いと呼び殺害しようとした。
ボロジャイ
忌み子であるアクウを殴るなど粗暴な性格だが腕の立つ男。グラシュの子を攻撃した事で集落がグラシュの襲撃を受ける。グラシュと激闘を繰り広げるが牙に貫かれ死亡した。

#### イベサ
若者のみの集落。年を取った者は若者の奴隷となる。
カンジ
イベサの長。アクウ達を自身の集落に誘う。
リシパ
イベサで最年少の少年。

### 第二章

#### ギクシャク
大公開討議で4つの集落に分裂した。
ターハラ
大公開討議の進行役。
ネムネム
シュリを連れ洞窟にいたシュラヴァに音言霊勝負を挑んだ。

##### ウサンクサ
精霊信仰派の集落。
アミダブ
首長。祖父・ケイダブや父・ヨミダブは生物の声を聴くという能力を持っていたが、自身はその才能は無かった。

##### イテコマ
武力主義派の集落。
ベスタスタ
武力主義派の首長。
シュラヴァ

プッツン
イテコマのNo.2。

##### ジョナオン
女性至上派の集落。
ボインジョ
首長。オアキラの投擲した石に当たり死亡した。

##### ベジリスク
菜食（草食）不闘派の集落。
ツーフー
首長。大公開討議でギクシャクの分裂を提案した。シュラヴァにシュリを守るよう依頼を受け了承した。普段は温厚だが怒ると非常に強い。
シュリと共に訪れたカンパクス・エンゲンで襲撃を受け重傷を負う。

#### ミ・セラレテ
1日に人間一人を生贄としてオングに捧げていた集落。
アル爺
ミ・セラレテのアルアルを今から言うと言ってから半日焦らす老人。
エビーゾ
アクウに襲撃を掛けたが敗北、その後オングの餌食となった。
リエン
エビーゾの妹。
カネル
初老の男。死んだオングを調理した。

#### カンパクス・エンゲン
オングの崖から2日歩いた距離にある集落。交易が盛んで賑わっている。
コンヤモ・ナマデ・サダム・アッサシ
カンパクス・エンゲン総首長。「男は働き女は家を守る」という秩序を重んじる。
マツヤム・アチハル
副首長。料理の出来ない者を嫁にしていたためサダム・アッサシの逆鱗に触れ首を刎ねられた。
タニムル・アシンジ
副首長。ツーフーとシュラヴァを迎撃するが首を飛ばされた。
マセマセ
サダム・アッサシの側近。
ヨォレイ
タニムルにツーフーとシュラバの襲撃を告げた。

#### カンパクス・イッキャク
サダム・アッサシが過去に作った集落。自由を掲げていた。
ミナミコ・セツ
サダム・アッサシが以前愛した女。シュリに似ている。浮気相手と一緒にいた際、その家を化け物に踏み潰され死亡した。
カンジ

### 猛獣
ヴォルガ
巨大な犀。黒の平原にいたヴォルガはダダアに討たれるが右目と左手を奪った。
オージャ
ライオン。
チョイ
猪。
グラシュの子
ダダアやボロジャイ等の手で重傷を負う。
グラシュ（グラシュロス）
絶望の山の意。非常に巨大な像。アクウの生まれ育った集落を壊滅させた。
オング
大怪鳥。1日に一度、崖の頂上からミ・セラレテに飛来し人間を喰らって来たがアクウに葬られた。

### その他
イワンコチャ
アクウやシュリ達と出会うが、直後に崖から落ち死亡した。
オアキラ
森に棲む精霊長。巨大な猿のような姿をしている。ケイダブ曰く人間と猿の中間の存在。言葉は「シノ」のみ発する。

## 書誌情報
- 金城宗幸（原作）・藤村緋二（ART）『グラシュロス』 講談社〈ヤンマガKCスペシャル〉、全5巻
  1. 2017年11月6日発売、ISBN 978-4-06-510354-8
  2. 2018年1月5日発売、ISBN 978-4-06-510712-6
  3. 2018年5月7日発売、ISBN 978-4-06-511433-9
  4. 2018年7月6日発売、ISBN 978-4-06-512023-1
  5. 2018年10月5日発売、ISBN 978-4-06-513153-4